# Cophocerotis inconjuncta
Cophocerotis inconjuncta är en fjärilsart som beskrevs av Paul Dognin 1923. Cophocerotis inconjuncta ingår i släktet Cophocerotis och familjen mätare. Inga underarter finns listade i Catalogue of Life.